# Silviano Camberos Montenegro
José Silviano de la Trinidad Camberos Montenegro fue un político mexicano, destacado elemento del Partido Liberal en Jalisco. Nació en Sayula, Jalisco, el 4 de mayo de 1829, siendo hijo de Joaquín Leocadio Camberos Arias y Susana Montenegro Vizcaíno, hija del comerciante Diego Mariano Montenegro y Alarcón y de su segunda esposa María Inés Guadalupe Vizcaíno y García. Fue hermana del político y militar José Guadalupe Montenegro, así como medio hermana del abogado y teólogo Juan Antonio Montenegro, precursor ideológico de la Independencia de México. Durante la Guerra de Reforma y la Segunda intervención francesa en México, ocupó varias veces la Jefatura Política del Cuarto Cantón. Fue diputado al Congreso del Estado de Jalisco durante la elaboración de la Constitución Federal de los Estados Unidos Mexicanos (1857): el Congreso Constituyente del Estado de Jalisco (1857-1858). Como presidente de ese cuerpo legislativo, firmó el acta de protesta contra el movimiento conservador de Tacubaya, decretando que el estado de Jalisco asumía su soberanía y exhortaba a los demás estados a apoyar el gobierno de Benito Juárez. En ese cargo, ofreció a Benito Juárez estableciera su gobierno en el estado de Jalisco, lo que fue aceptado y determinó la salvación del gobierno liberal en ese momento. Falleció el 2 de marzo de 1871 de hipertrofia en el corazón, en Sayula, Jalisco. 